# 不如帰 (小説)

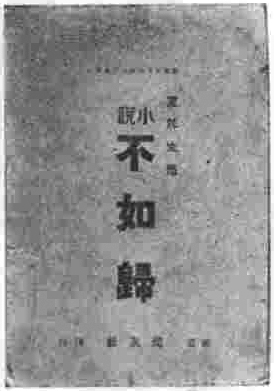
『不如帰』初版本

『不如帰』（ほととぎす）は、明治31年（1898年）11月29日から32年（1899年）5月24日にかけて國民新聞に掲載された徳冨蘆花の小説。のちに1900年1月出版されてベストセラーとなった。
なお徳冨蘆花自身は『不如帰』の読みとして、少なくとも後年「ふじょき」としたが、現在では「ほととぎす」という読みが広まっている。

## 概要
片岡中将の愛娘浪子は、実家の冷たい継母、横恋慕する千々岩、気むずかしい姑に苦しみながらも、海軍少尉川島武男男爵との幸福な結婚生活を送っていた。しかし武男が日清戦争へ出陣してしまった間に、浪子の結核を理由に離婚を強いられ、夫をしたいつつ死んでゆく。浪子の
というセリフは日本近代文学を代表する名セリフとなった。
家庭内の新旧思想の対立と軋轢、伝染病に対する社会的な知識など当時の一般大衆の興趣に合致し、広く読者を得た。
作中人物にはモデルが存在する。しかしベストセラーとなったが故に、当時小説がそのまま真実と信じた民衆によって、モデルとなった人物に事実無根の風評被害があった。
浪子が夫の出征を見送る際にハンカチを振るシーンがあり、この小説をきっかけにハンカチは別れの小道具となった。

## あらすじ
幼くして母を亡くした浪子は冷たい継母、優しい父片岡陸軍中将のもとで18歳になったが、川島家の若い当主と結婚することになり、初めて人生の幸福をあじわうことができる。明るい川島武男少尉と伊香保で新婚をすごして、夢のようである。夫は遠洋航海に出て、気難しい姑川島未亡人につかえて、1人で耐える。
半年ぶりに夫に会い、ふたたび蜜月をすごす思いであるが、風邪から結核にかかり、逗子に転地することになる。しだいに回復するところに、浪子に恋していた千々岩が失恋のはらいせに、伯母川島未亡人に伝染病の恐ろしさ、家系の断絶を言い立て、武男の居ない間に浪子を離縁させる。武男が知ったのは、日清戦争開戦間際だったから、母と争う時間もないまま、やけで砲丸の的になれと涙ながらに戦場にむかう。
武男は黄海で戦い、負傷し、佐世保の病院におくられ、無名の小包を受け取る。送り主の浪子は武男からの手紙を逗子で受取り、相思相愛で寄り添うことのできないのを悲しみ、思い出の地不動の岩から身を投げようとし、キリスト教信者の女に抱き留められ、宗教に心慰められる。
傷も癒えてふたたび戦場に向かう武男は、旅順で敵に狙撃されようとする片岡中将を救う。凱旋した片岡中将は、病気の浪子を慰めようと関西旅行をして、山科駅で台湾へ出征する途中の武男を車窓に見る。
浪子の病気は帰京してますます重くなり、伯母で仲人の夫人に武男あての遺書を託して、月見草のように淑やかな生涯を終える。訃報に接した武男が帰京の日に、青山墓地に行くと、墓標の前で片岡中将と巡り会い、中将は武男の手を握り「武男さん、わたしも辛かった」「娘は死んでも、喃、わたしは矢張りあんたの爺ぢや」という。

## 反響
1898年（明治31年）の11月から「國民新聞」に掲載されたこの小説は、翌年5月に一旦完結し、改稿を経て1900年（明治33年）1月15日に民友社から『小説 不如帰』が刊行された。初版本の出来はずさんであり、口絵を書いた画家の名は抜け、奥付きには蘆花の名前もなく、発行者の田部留三が著者と勘違いされるような状態であった。蘆花は「間のぬけ切った出世作の首途である」と述べている。
それでも新聞評などは概ね好意的であり、部数を伸ばしていった。初版1000部は一ヶ月で完売し、2年間で1万部を売り上げた。高浜虚子も「小説に 涙を落とす 火鉢かな」の句を読んでいる。また恋愛する男女を「武男」と「信子」と呼ぶことも流行したという。蘆花が没した昭和2年には190版を重ね、50万部を売りつくしたという。明治40年前後からは『後の不如帰』（なにがし著、博盛堂、1909年）や『不如帰外伝 片岡浪子』（菱花生著、東盛堂書店、1913年）など便乗した『続編』や、題名のみを借りた類似本も多く出版された 。片岡良一は尾崎紅葉の『金色夜叉』とともに「近代日本の二大大衆小説」であると述べ、封建道徳に縛られる女性の叫びを描くことにより「日本にはじめて、明かに婦人から感謝を受ける小説があらわれたのである。」と評している。周作人は「（日本の小説で）一番有名」であると述べている。周の兄である魯迅も翻訳を思い立ったが手をかけることはなかったという。蘆花自身は第百版を出した際に「お坊ちゃん小説」「あらを云ったら限りが無い」と述べている。
中国においては、1908年には林紓による初の翻訳本が刊行され、版を重ねた。また中国においても別作者による独自の『続編』も書かれている。「国恥と痴情、どちらも極めて悲しく、心が痛いから不如帰を読めない」という詩句が生まれたという。1939年、馮志芬は『不如帰』を翻案し、『胡不歸』という新作粤劇を制作した。これは大きな評判を得、1940年から1966年に至るまでに香港で7本の映画が作成されている。日本統治時代の朝鮮においても1912年に刊行され、1910年代における三大ベストセラーの一つに数えられるほど流行した。

## モデル
蘆花自身が「第百版不如帰の巻首に」で述べたことによれば、この小説は蘆花が逗子に居住していた際、療養に来ていた婦人から聞いた話を脚色したものであるとしている。「もうもう二度と女なんかに生まれはしない」という言葉もこの際に聞いたものであり、「自分の脊髄をあるものが電のごとく走った」と回想している。蘆花の夫人愛子によれば、この婦人は元帥陸軍大将で元老でもあった大山巌の副官の未亡人福家安子であり、巌の娘信子が肺結核のため三島彌太郎と離縁されたこと、彌太郎が離婚を悲しんだこと、邸内に療養室を立てて療養したこと、最後に家族旅行を行ったことなどが述べられたという。
大山信子と三島彌太郎は1893年（明治26年）に結婚したが、その年の冬には信子は肺を患い、横須賀で転地療養することとなった。年が明けると三島家から離縁の申し出があり、彌太郎自身も信子にあてた手紙で「諦めてほしい」と述べている。小説で悪者に描かれた三島家では弥太郎の妹たちが不満を漏らしたが、弥太郎の弟の弥吉が神経衰弱になった際には、信子の霊のせいと言われてお祓いをしたという。
片岡中将の後妻繁子は、英語をとうとうと喋り、夫も手を焼く意地悪な女性であると描写されている。実際の信子の継母であった大山捨松は日本最初の女子留学生であり、アメリカで看護師の短期教育を受けた経験もあった。捨松の指示により、隔離のため信子は大山邸の離れで暮らし、食器や衣服は区別して消毒も行われた。兄弟との接触も制限されたが、これは感染症の意識に乏しい当時の人々には虐待に映っていた可能性もある。捨松の友人であった津田梅子は親の言いなりになっている彌太郎に激怒し、直談判に赴いたこともある。また信子の最後の家族旅行には、小説と異なり捨松も同行している。信子と彌太郎の離婚は1895年9月に成立し、1896年5月は信子は病死した。

## 小説を元にした作品
本作品を原作とした映画や演劇などの演劇作品が数多く制作されている。

### 舞台
新派劇の人気演目として度々上演された。

### 映画
- 1909年 『ホトトギス』
- 1909年 『ほととぎす』
- 1910年 『不如帰』（製作：吉沢商店）
- 1911年 『不如帰』（製作：福宝堂）
- 1911年 『不如帰』（製作：福宝堂）
- 1914年 『不如帰』（製作：弥満登音影）
- 1915年 『不如帰』（製作：天活、監督：吉野二郎、出演：藤野秀夫、木下八百子、井上正夫ほか）
- 1919年 『不如帰』（製作：日活、監督：田中栄三、出演：藤野秀夫、衣笠貞之助、山本嘉一ほか）
- 1921年 『不如帰』（製作：小松商会、監督：不明、撮影：杉山大吉、出演：村田豊子ほか）
- 1922年 『不如帰』（製作：松竹キネマ、監督：池田義臣、出演：岩田祐吉、栗島すみ子ほか）
- 1922年 『不如帰』（製作：日活、出演：新井淳、春日麗子、横山運平、荒木忍ほか）
- 1922年 『傑作集粋「不如帰」（明治文壇海岸の悲劇）』（製作：松竹キネマ、監督：賀古残夢、出演：川田芳子、諸口十九ほか）
- 1924年 『不如帰浪子』（製作：松竹キネマ、監督：池田義信、出演：岩田祐吉、栗島すみ子ほか）
- 1926年 『不如帰』（製作：帝国キネマ、監督：松本英一、出演：松本泰輔、富士日出子ほか）
- 1926年 『不如帰』（製作：国光公司、中国映画）[9]
- 1932年 『不如帰』（製作：新興キネマ、監督：木村恵吾、出演：中野英治、高津慶子、松本泰輔ほか）
- 1932年 『不如帰』（製作：松竹キネマ、監督：五所平之助、出演：長谷川一夫、川崎弘子ほか）
- 1932年 『浪子』（製作：オリエンタル映画、監督：田中栄三、出演：水谷八重子、汐見洋、大日方伝）
- 1934年 『浪子の一生』（製作：P.C.L.、監督：矢倉茂雄、出演：伏見信子、汐見洋、藤原釜足ほか）
- 1958年 『不如帰』（製作：新東宝、監督：土居通芳、出演：高倉みゆき、和田桂之助、大空真弓、丹波哲郎ほか）

### テレビ
- 1963年 『不如帰』（NHK、出演：神山寛、市川和子、佐々木孝丸、二葉百合子ほか）

### 漫画
- 1928年 『不如歸』（刊行：中央美術社：現代漫画大観 第2編 文芸名作漫画に収録、画：北澤楽天）
- 2006年 『不如帰』（刊行：集英社文庫（集英社）、画：高見まこ）
  - 上巻 （2006年2月発行） ISBN 4-08-618499-0
  - 下巻 （2006年2月発行） ISBN 4-08-618500-8